# Friedrich Giese (Rechtswissenschaftler)
Dietrich Kaspar Friedrich Giese (* 17. August 1882 in Eitorf; † 25. April 1958 in Wiesbaden) war ein deutscher Staatsrechtler. Er lehrte seit seiner Berufung 1914 ununterbrochen an der Universität Frankfurt und pflegte ein distanziertes Verhältnis zum Nationalsozialismus, wurde aber 1946 wegen eines 1938 veröffentlichten Buchs zum Völkerrecht entlassen. Er gehörte zu den angesehensten Staatsrechtlern seiner Zeit. Seine Arbeiten und Gesetzeskommentare zur Weimarer Reichsverfassung und zum Grundgesetz der Bundesrepublik Deutschland werden auf Grund ihrer rechtspositivistischen Auffassungen inzwischen aber als veraltet angesehen. Sein Sohn Hans Giese war Sexualwissenschaftler.

## Leben

### Bis zum Ersten Weltkrieg
Giese wurde als Sohn eines leitenden Industriellen geboren. Er war noch ein Kind, als die Familie nach Bonn übersiedelte, wo er das humanistische Königliche Gymnasium besuchte. Nach dem Abitur 1901 begann er ein Studium der Rechtswissenschaft und Wirtschaftswissenschaften, das er 1904 mit der Referendarprüfung abschloss. Bei dem Völkerrechtler Philipp Zorn promovierte er 1905 mit einer Studie über Die Grundrechte.
Giese stand seit 1904 im preußischen Justizdienst, war gleichzeitig seit 1906 Assistent Zorns in dessen Staatsrechtlicher Gesellschaft, als er 1908 die große juristische Staatsprüfung ablegte. 1910 habilitierte er bei Ulrich Stutz über das deutsche Kirchensteuerrecht und erwarb die venia legendi für Staats-, Verwaltungs-, Kirchen- und Kolonialrecht. 1911 vertrat er einen Lehrstuhl an der Universität Greifswald. 1912 verließ er als Gerichtsassessor den Justizdienst, um sich auf seine wissenschaftliche Karriere zu konzentrieren. Im selben Jahr wurde er zum beamteten a. o. Professor in der juristischen Fakultät der 1903 zur „Förderung des deutschen Geisteslebens in den Ostmarken“ gegründeten Königlichen Akademie Posen berufen.
Am 14. August 1914 wurde Giese ordentlicher Professor für öffentliches Recht an der Universität Frankfurt. Seine Lehrtätigkeit wurde durch seine Teilnahme am Ersten Weltkrieg unterbrochen. Von 1915 bis 1916 sowie von 1917 bis 1918 diente Giese als Landsturmmann bei der Feldartillerie. Nach der Schlacht von Cambrai wurde er mit dem Eisernen Kreuz II. Klasse ausgezeichnet.

### Während der Weimarer Republik
Ab 1931 lehrte Giese zusätzlich an der Technischen Hochschule Darmstadt. Von 1927 bis 1933 war er Studienleiter der von ihm gegründeten Verwaltungsakademien Frankfurt am Main, Wiesbaden und Saarbrücken. In diesem Zusammenhang gab Giese auch eine dreibändige Beamtenhochschule heraus.
Giese übte neben seiner akademischen Lehrtätigkeit Aufgaben beim Evangelischen Konsistorium in Frankfurt am Main (1920 bis 1925), beim Presbyterium seiner reformierten Kirchengemeinde in Frankfurt, beim Preußischen Versorgungsgericht in Wiesbaden (1923 bis 1925), bei der Reichsdisziplinarkammer (1926 bis 1935) und beim Reichswirtschaftsamt (Abteilung Kartellgericht) in Berlin (1931 bis 1933) aus. 1923 wurde er beauftragt, die Verfassung der Frankfurter Evangelischen Kirche zu entwerfen. Er war Konsistorialrat der Evangelischen Landeskirche Frankfurt am Main und amtierte als Richter im Schiedsverfahren bei der vermögensrechtlichen Auseinandersetzung zwischen der Hessischen Landeskirche und dem Freistaat Hessen. Das aktive Mitglied der DVP, das sich selbst als „Vernunftrepublikaner“ bezeichnete, gehörte 1930 zu den Mitbegründern der Deutschen Demokratischen Staatspartei.

### Während des Nationalsozialismus
Giese verlor bis zum August 1933 seine nebenamtlichen Funktionen. Politisch hielt er sich zurück. Er widmete sich vor allem völker-, steuer- und devisenrechtlichen Fragen und erarbeitete bspw. gemeinsam mit dem langjährigen Leiter der Devisenstelle Frankfurt am Main, Engelhard Niemann, einen Kommentar zum Devisengesetz (1939). Er wurde Mitglied in der NSV und dem NS-Rechtswahrerbund, nicht aber der NSDAP. Dafür war er von 1934 bis 1940 Förderndes Mitglied der SS. Er gehörte zudem der Akademie für Deutsches Recht an.
1938 veröffentlichte Giese gemeinsam mit seinem Fakultätsassistenten Eberhard Menzel das Buch Vom deutschen Voelkerrechtsdenken der Gegenwart, das auf einem während des Sommersemesters 1937 durchgeführten Seminar der beiden basierte. In diesem Buch wurde der Versuch unternommen, die NS-Rassenideologie etwa eines Hans F. K. Günther auf das Völkerrecht zu übertragen. Laut Giese wurde der Inhalt dieses Buch zwischen den beiden mehrfach diskutiert und durch Menzel „gründlich ausgearbeitet und im Zusammenhang niedergeschrieben“. Menzel gilt deshalb als der für den Inhalt Hauptverantwortliche. Die Rechtshistoriker Michael Stolleis und Stefan Ruppert verweisen auf eine Fußnote Gieses auf Seite 147 des Buches, mit welcher dieser sich vorsichtig vom Inhalt distanziert und zum klassischen Völkerrecht bekannt habe.
In einer Rezension für die antisemitische Zeitschrift Weltkampf, die ab 1941 durch das neu gegründete Frankfurter Institut zur Erforschung der Judenfrage herausgegeben wurde, schrieb Giese 1942, „die Beseitigung des jüdischen Einflusses auf das Wirtschaftsleben“ bilde „[e]ine der wichtigsten Maßnahmen zur Lösung der Judenfrage“.

### Nachkriegszeit
Das Kriegsende 1945 erlebte Giese während einer Lehrstuhlvertretung in Jena. Nach der Rückkehr nach Frankfurt stellte er als scheinbar Unbelasteter Dutzende von Persilscheinen für Freunde und Kollegen wie Hans Erich Feine, Ulrich Scheuner und Otto Koellreutter aus. Am 5. März 1946 wurde er auf Veranlassung der amerikanischen Militäradministration mit sofortiger Wirkung entlassen. Ihm wurde zugleich verboten, die Universität zu betreten. Hintergrund waren Bedenken der Amerikaner ob des gemeinsam mit Menzel verfassten Buchs zum Völkerrecht. Giese stellte daraufhin einen Antrag auf Emeritierung, die im Oktober 1946 gewährt wurde.
Giese nahm seine Lehrtätigkeit anschließend an der neuen Universität Mainz in der französischen Besatzungszone wieder auf. Außerdem lehrte er an der Staatlichen Akademie für Verwaltungswissenschaften in Speyer und an der Dolmetscher-Schule in Germersheim. Zu seinem 70. Geburtstag erhielt er die Ehrendoktorwürde der Wirtschafts- und Sozialwissenschaftlichen Fakultät der Universität Frankfurt. Zu seinem 75. Geburtstag wurde er mit dem Großen Bundesverdienstkreuz ausgezeichnet.

## Werk
Giese machte sich vor allem mit dem ersten Kommentar zur Weimarer Reichsverfassung einen Namen. Auch zum Grundgesetz der Bundesrepublik Deutschland legte er gleich nach dessen Verabschiedung einen Kommentar vor. Weitere Grundlagenwerke Gieses waren seine Preußische Rechtsgeschichte (1920), die Deutsche Staats- und Rechtsgeschichte (1947), der Grundriß des Reichsstaatsrechts sowie das Deutsche Staatsrecht (1930) und das Allgemeine Staatsrecht (1948). Er verfasste außerdem viele Rechtsgutachten in Fragen des Verfassungs- und Verwaltungsrechts. Besonders bekannt wurde seine Tätigkeit als Gutachter des Freistaates Preußen gegen das Reich im Prozess vor dem Staatsgerichtshof für das Deutsche Reich nach dem sogenannten Preußenschlag 1932. Allerdings beschränkte sich Giese in seinem Gutachten auf rechtliche Erwägungen.
Giese gilt als Rechtspositivist in der Tradition Paul Labands. Ähnlich wie Richard Thoma und Gerhard Anschütz habe er die Rechtswissenschaft als exakte Wissenschaft begriffen, die über den Zeitläuften stehe, auch dann, als die verfassungsrechtlichen Voraussetzungen der Republik beseitigt wurden. Er habe weder zum staatsrechtlichen Methodenstreit noch zur politischen Entwicklung Stellung bezogen, sondern sich auf die Wiedergabe des Rechts beschränkt. Stefan Ruppert charakterisiert Giese deshalb als „Technokrat des Rechts“. Während des Nationalsozialismus habe er sich im Großen angepasst und im Kleinen abgegrenzt. Seine Werke seien heute jedoch kaum noch bekannt.

## Schriften
- Die Grundrechte. Wagner, Freiburg i. B., Bonn 1905.
- Das katholische Ordenswesen nach dem geltenden preussischen Staatskirchenrecht. In: Annalen des Deutschen Reichs. 1908, Nr. 3–5.
- Deutsches Kirchensteuerrecht. Grundzüge und Grundsätze des in den deutschen Staaten für die evangelischen Landeskirchen und für die katholische Kirche gültigen kirchlichen Steuerrechts. Enke, Stuttgart 1910.
- Der Beamtencharakter der Direktoren und Oberlehrer an den nicht vom Staate unterhaltenen höheren Lehranstalten in Preußen. Koch, Leipzig/Dresden 1911.
- Zur Geltung der Reichsverfassung in den deutschen Kolonien. In: Festgabe der Bonner Juristischen Fakultät für Paul Krüger zum Doktor-Jubiläum. Weidmann, Berlin 1911.
- Die Verfassung des Deutschen Reiches vom 11. August 1919. Heymann, Berlin 1919.
- Preußische Rechtsgeschichte. Übersicht über die Rechtsentwicklung der preußischen Monarchie und ihrer Landesteile. Ein Lehrbuch für Studierende. Gruyter, Berlin 1920.
- Grundriss des neuen Reichsstaatsrechts. Röhrscheid, Bonn 1921.
- Staatsrecht. Gabler, Wiesbaden 1925.
- Einführung in die Rechtswissenschaft. In: Die Handelshochschule. Lehrbuch der Wirtschaftswissenschaften. 3 (1927–1931) 1927, S. 1–98.
- und Ernst Cahn: Verwaltungsrecht. In: Die Handelshochschule. Lehrbuch der Wirtschaftswissenschaften. 3 (1927–1931) 1927, S. 1537–1655.
- und Johannes Hosemann: Die Verfassungen der Deutschen Evangelischen Landeskirchen. Unter Berücksichtigung der kirchlichen und staatlichen Ein- und Ausführungsgesetze. Warneck, Berlin 1927.
- und Johannes Hosemann (Hrsg.): Quellen des deutschen evangelischen Kirchenrechts. Sammlung der in den deutschen evangelischen Landeskirchen geltenden Kirchengesetze. Warneck, Berlin 1927.
- (Hrsg.): Die Beamten-Hochschule. Lehr- und Handbuch zur hochschulmäßigen Fortbildung der deutschen Beamten. Spaeth & Linde, Berlin, Wien 1928.
- und Johannes Hosemann: Das Wahlrecht der Deutschen Evangelischen Landeskirchen. Warneck, Berlin 1929.
- Deutsches Staatsrecht. Spaeth & Linde, Berlin, Wien 1930.
- Altes und neues Kolonialrecht. In: Aussenpolitische Studien. Festgabe für Otto Köbner. Hrsg. v. Wilhelm Arntz. Ausland u. Heimat Verl.-Aktienges., Stuttgart 1930, S. 89–102.
- Das Reich von Weimar. In: Kölnische Zeitung, 18. Januar 1931.
- und Friedrich List: Quellen zur Reichsbürgerkunde. Verfassung und Verwaltung. Elsner, Berlin 1937.
- und Eberhard Menzel: Vom deutschen Voelkerrechtsdenken der Gegenwart. Betrachtungen im Anschluss an ein völkerrechtliches Seminar der Universität Frankfurt am Main. Breidenstein, Frankfurt a. M. 1938.
- und Engelhard Niemann: Das Devisengesetz [Gesetz über die Devisenbewirtschaftung]. (Reichsgesetz vom 12. Dezember 1938 mit allen erg. Vorschriften). Ein systematischer Kommentar. Schmidt, Köln 1939.
- und Eberhard Menzel: Deutsches Kriegsführungsrecht. Sammlung der für die deutsche Kriegsführung geltenden Rechtsvorschriften. Heymann, Berlin 1940.
- Deutsche Staats- und Rechts-Geschichte. Grundriß zu den Vorlesungen Deutsche Rechtsgeschichte und Verfassungsgeschichte der Neuzeit. Hirschgraben, Frankfurt a. M. 1947.
- Allgemeines Staatsrecht. Mohr, Tübingen 1948.
- Allgemeines Verwaltungsrecht. Mohr, Tübingen 1948.
- Grundgesetz für die Bundesrepublik Deutschland vom 23. Mai 1949., Kommentator, Frankfurt a. M. 1949.
- Reichsabgabenordnung. In: Der Wirtschafts-Kommentator, Teil A: Steuerrecht. Kommentator, Frankfurt a. M. 1949.
- Die Verwaltung. P. Schlösser, Braunschweig 1950.
- Enteignung und Entschädigung früher und heute. Eine verfassungstheoretische Untersuchung. Mohr, Tübingen 1950.
- und Friedrich August Freiherr von der Heydte: Der Konkordatsprozeß. 4 Bände, Isar-Verlag, München 1956–1958.
- Bundesstaatsgründung einst und jetzt. Ein rechtsvergleichender Konstruktionsversuch. In: Staats- und verwaltungswissenschaftliche Beiträge. 10 Jahre Hochschule für Verwaltungswissenschaften Speyer. Kohlhammer, Stuttgart 1957, S. 63–71.